# Хурхі
Хурхі — село в Лакському районі Дагестану.
До райцентру 9 км.
В давнину село розташовувалось в місцевості Мугъардихалу і складалося з 25-30 хат. Мешканці були підданими Казі-Кумухському хану. Пізніше жителі села переселилися на теперішнє місце.
В 1930 році відкрито дворічну школу, в 1934 — початкову, а в 1956 — середню.
В 1886 році Хурхі мало 163 двори. В 1914 мешкало 751 особа. Сьогодні в селі 140 дворів та 600 мешканців.